# Kagoshima
Kagoshima är en stad i södra Japan och är den administrativa huvudorten för prefekturen Kagoshima. Staden är belägen på den södra delen av ön Kyūshū. Kagoshima har ungefär 600 000 invånare, och är centralorten för ett storstadsområde som hade totalt 1 087 447 invånare vid folkräkningen år 2000. Storstadsområdets areal uppgick till 2 568,67 kvadratkilometer och omfattar i huvudsak Satsumahalvön samt ett mindre område på andra sidan Kagoshimabukten.
Kagoshima har sedan 1996 status som kärnstad (japanska: 中核市?, Chūkakushi) enligt lagen om lokalt självstyre.

## Kommunikationer
Kyushu Shinkansen trafikerar stationen Kagoshima-Chūō som är stadens huvudterminal för fjärrtrafik, med anslutningar till både Kagoshimas och Nippos huvudlinjer.